# بيت زياد (الطويلة)

تعديل مصدري - تعديل

بيت زياد هي إحدى قرى عزلة بني الذولاني بمديرية الطويلة التابعة لمحافظة المحويت، بلغ تعداد سكانها 92 نسمة حسب تعداد اليمن لعام 2004.